# Tmaň
Tmaň település Csehországban, a Berouni járásban. Tmaň Málkov, Zdice, Chodouň, Suchomasty, Králův Dvůr és Koněprusy településekkel határos. Lakosainak száma 1250 fő (2024. január 1.).

## Népesség
A település lakosságának változását az alábbi diagram mutatja:
| Lakosok száma | 731  | 822  | 799  | 750  | 774  | 836  | 1157 | 1212 | 1238 | 1250 |
|               | 1869 | 1890 | 1921 | 1950 | 1980 | 2001 | 2017 | 2019 | 2022 | 2024 |